# Liste des erreurs judiciaires en France
- Haut – A
- B
- C
- D
- E
- F
- G
- H
- I
- J
- K
- L
- M
- N
- O
- P
- Q
- R
- S
- T
- U
- V
- W
- X
- Y
- Z

Une erreur judiciaire est une « erreur de fait commise par une juridiction de jugement dans son appréciation de la culpabilité d'une personne poursuivie ». Cette définition suppose qu'une juridiction, qui a eu, à la suite de cette erreur, connaissance de l'affaire, puisse trouver cette erreur et la neutraliser. C'est l'autorité judiciaire elle-même qui reconnaît l'existence d'une erreur judiciaire.
La Cour de révision est une formation spéciale de la Cour de cassation française. Une Commission d'instruction des demandes de révision est chargée de se prononcer sur la recevabilité des requêtes, et dans l'affirmative de les transmettre à la formation de jugement de la Cour de révision et de réexamen.
Chaque année, environ 150 condamnés saisissent la Cour de révision pour obtenir l'invalidation de leur jugement. Mais depuis 1945 seules douze décisions ont été ordonnées.

## A
- Roland Agret : condamné en 1973, Paris. Rejugé en révision de procès et acquitté en 1985 réhabilité.
- Abdelkader Azzimani et Abderrahim el-Jabri : révision ordonnée le 15 mai 2013, acquittés le 3 juillet 2014[4],[5].
- André Kaas : après 3 ans en prison et 8 ans sous contrôle judiciaire, le 26 mars 2004 un non-lieu est prononcé[6].

## C
- Jean Calas : 1761, Toulouse (France) ; exécuté puis réhabilité en 1765.
- Monique Case : condamnée en 1965 et acquittée le 5 mai 1966.

## D
- Rida Daalouche : condamné en 1991 puis le 12 avril 1994, il est rejugé et acquitté le 8 mai 1999
- Jean Deshays : docker à Nantes, condamné en 1949, il est rejugé et acquitté en 1955[7].
- Jean-Marie Deveaux : condamné en 1963, rejugé et acquitté en 1969
- Patrick Dils : 1989, Montigny-lès-Metz (France); rejugé et acquitté en 2002.
- Alfred Dreyfus : condamné en 1894 puis de nouveau en 1899, il est gracié cette même année puis finalement acquitté et réhabilité en 1906. Il ne s'agit pas tant d'une erreur judiciaire que d'une condamnation délibérée pour raison d'État. Quant au vrai coupable, bien que reconnu, il ne sera pas condamné.
- Jules Durand : condamné à mort en 1910, peine commuée en sept années de réclusion et innocenté en 1918 par la Cour de cassation. Il est, au cours du XXe siècle, le seul homme condamné à mort puis réhabilité. Devenu fou des suites de son incarcération, il ne saura rien de ce sursaut de justice.

## E
- Farid El Haïry : condamné pour viol sur mineur en 1998, rejugé par la Cour de révision le 15 décembre 2022 et libéré.

## I
- Christian Iacono, maire de Vence, est condamné en 2009 pour le viol de son petit-fils, puis acquitté lors d'un procès en révision en mars 2015.

## L
- Le vicomte Émile de La Roncière dans l'Affaire La Roncière (1835)
- Joseph Lesurques dans l'Affaire du courrier de Lyon (1796)
- Hirtzel Lévy dans l'affaire Hirtzel Lévy (1754)

## M
- Marc Machin : condamné 2004, acquitté en 2012[8]
- Guy Mauvillain : condamné en 1975, rejugé et acquitté en 1985
- Guillaume Monnérat, en 1769-1770.

## O
- Affaire d'Outreau: Cette affaire d'agression sexuelle sur mineurs dans une ville du Pas-de-Calais conduit en 2001 à la mise en examen de 18 personnes adultes, maintenues pour la plupart en détention provisoire pendant plusieurs années, et séparées de leurs enfants. Un des accusés, François Mourmand, meurt en prison en 2002. A l'issue du procès en première instance, en juillet 2004, et bien que la principale accusatrice se soit qualifiée de « menteuse » et « malade », 10 des 17 mis en examen sont condamnés. Un procès en appel en novembre 2005 ne condamne que les 4 accusés ayant reconnu les faits, les 13 autres sont acquittés. Des excuses sont présentées, notamment par le président de la République, Jacques Chirac. Une commission d'enquête parlementaire a lieu début 2006 et met en lumière un certain nombre de dysfonctionnements.  De manière paradoxale ou absurde, parce qu'il était mineur au début des faits, l'un des accusés, acquitté en tant que majeur 2005, sera rejugé pour les mêmes accusations lors d'un 3ème procès en 2015, et de nouveau acquitté.

- Jean Rayne en 1364 à Douai[9].

## S
- Loïc Sécher : condamné en 2000 pour viol sur mineur, acquitté le 25 juin 2011[10]